# Eugène Poubelle

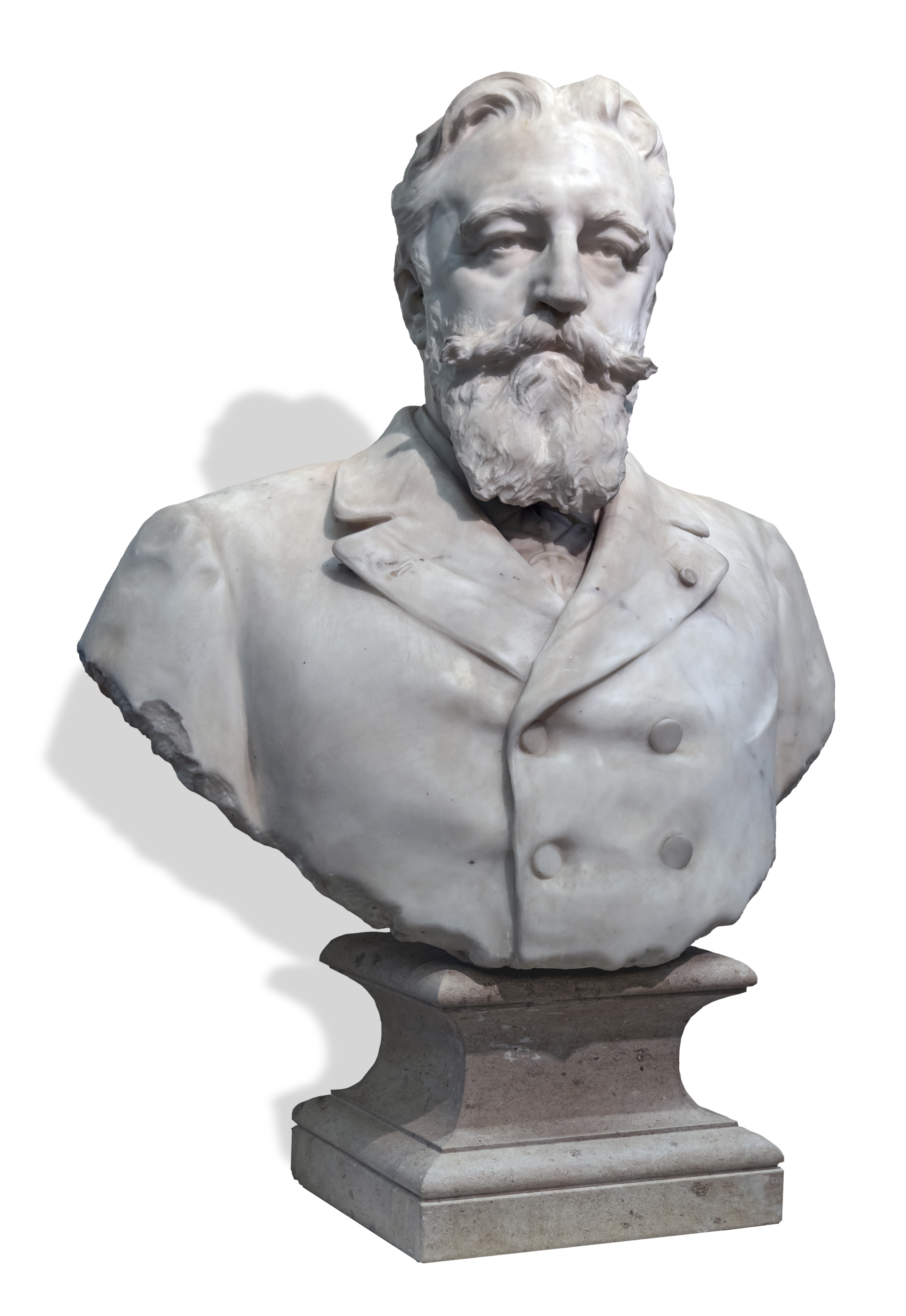
Marmorbüste von Eugène Poubelle, von Denys Puech.

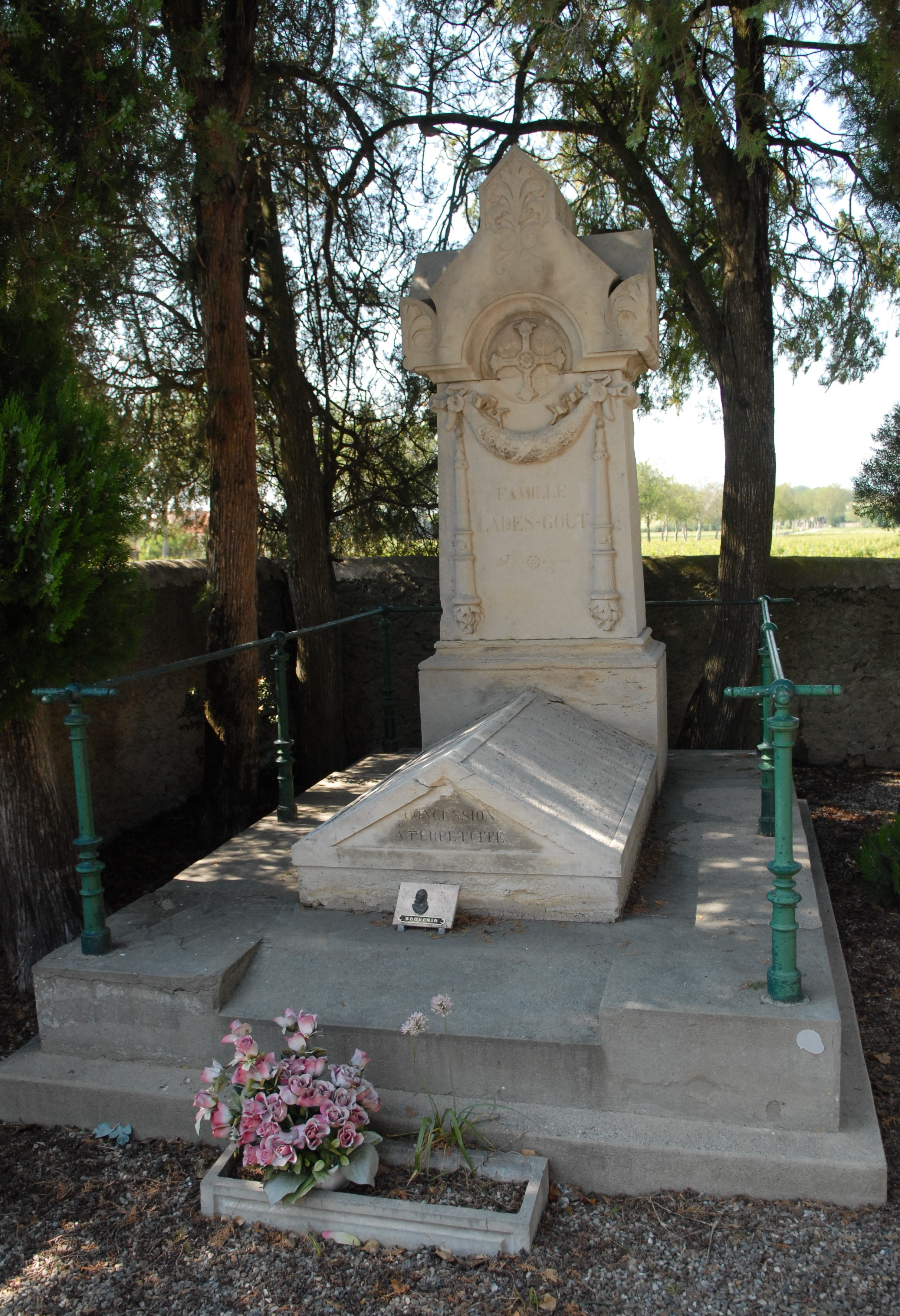
Grabmal Eugène Poubelles

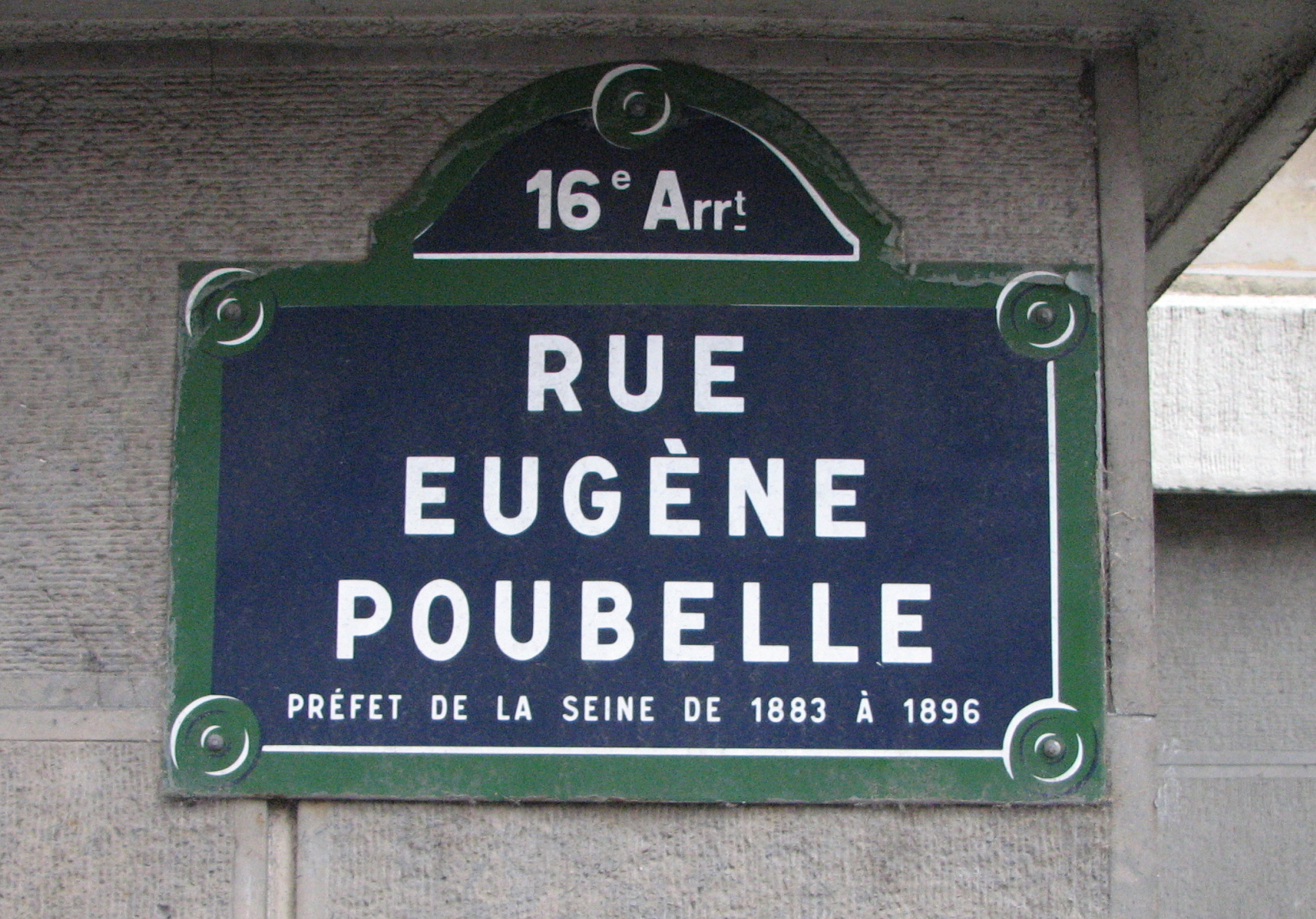
Straßenschild der rue Eugène Poubelle in Paris

Eugène René Poubelle (* 15. April 1831 in Caen; † 15. Juli 1907 in Paris) war ein französischer leitender Beamter. Sein Nachname ist in der französischen Sprache zur Bezeichnung für den Mülleimer geworden.

## Leben
Poubelle, der in die bürgerliche Oberschicht der Stadt Caen hineingeboren wurde, schloss ein Jurastudium mit der Promotion ab. Danach arbeitete er als Juradozent an den Universitäten von Caen, Grenoble und Toulouse. Adolphe Thiers ernannte ihn im April 1871 zum Präfekten des Département Charente. Später war er als Präfekt der Départements Isère, Corse, Doubs und – ab 1883 – Seine tätig. Das Département Seine umfasste damals die Stadt Paris einschließlich der Vororte.
Um die hygienischen Verhältnisse in Paris zu verbessern, erließ Poubelle am 24. November 1883 ein folgenreiches Dekret, das die Hauseigentümer verpflichtete, ihren Mietern verschließbare Behälter für ihren Hausmüll zur Verfügung zu stellen. Glas, Porzellanscherben und Austernschalen mussten dabei getrennt vom übrigen Hausmüll gesammelt werden. Dieses Dekret stieß in der Pariser Bevölkerung zunächst auf Widerstand. Der Stadtrat von Paris beschloss am 22. Februar 1884 eine Stellungnahme, die Poubelle zu geringfügigen Änderungen seines Dekretes aufforderte. Das endgültige Dekret unterzeichnete Poubelle am 7. März 1884. Ein weiteres Dekret zur Verbesserung der Hygiene, das die Hauseigentümer verpflichtete, ihre Gebäude an das öffentliche Abwassernetz anzuschließen, erließ Poubelle im Jahr 1894.
Von 1896 bis 1898 war Poubelle französischer Botschafter beim Heiligen Stuhl. Seinen Ruhestand verbrachte er im Département Aude, der Heimat seiner Ehefrau Gabrielle Lades-Gout. Dabei war er von 1898 bis 1904 noch Mitglied des Conseil général. Er starb 1907 und wurde auf dem Friedhof Grèzes in Carcassonne beigesetzt.

## Nachwirkung
Der Name Poubelle ist zur gebräuchlichen Bezeichnung des Mülleimers in der französischen Sprache geworden. Bereits am 16. Januar 1884 wurde der von Poubelle vorgeschriebene Abfallbehälter in einem in der Zeitung Le Figaro erschienenen Artikel als boîte Poubelle bezeichnet. 1890 wurde die Bezeichnung poubelle für einen Mülleimer über einen Nachtrag in die Enzyklopädie Grand Dictionnaire universel du XIXe siècle aufgenommen.
Nach Eugène Poubelle ist in Paris eine etwa 20 Meter lange Straße mit einer einzigen Hausnummer benannt worden.